# Igreja de Todos os Santos (Castelo de Praga)

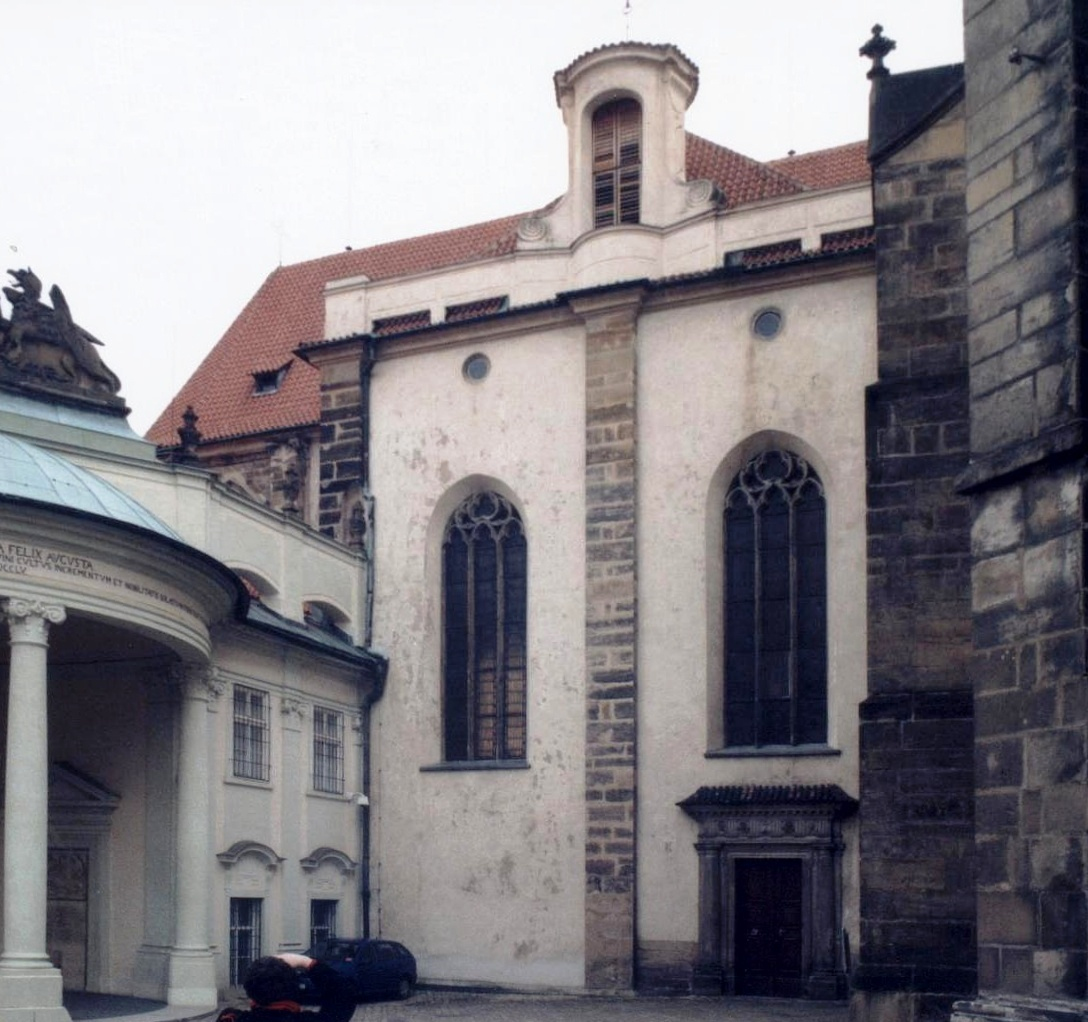
Exterior da Igreja

A Igreja de Todos os Santos é uma capela situada no complexo do Castelo de Praga, na República Tcheca. O local da igreja foi originalmente consagrado em 1185, as partes mais antigas do edifício atual datam de uma estrutura erguida por Peter Parler no século XIV.
Embora originalmente de pé livre, a igreja foi gravemente danificada em um incêndio de 1541.
A igreja abriga o túmulo de São Procópio e sua vida é retratada em pinturas nas paredes. Embora acessível a partir de Vladislav Hall, a igreja geralmente é aberta apenas ao público durante cultos religiosos e concertos.